# Folketingswahl 1984
- Y: 5
- F: 21
- A: 56
- B: 10
- M: 8
- Sonst.: 4
- Q: 5
- V: 22
- C: 42
- Z: 6

Die Folketingswahl 1984 am 10. Januar 1984 war die 59. Wahl zum dänischen Parlament, dem Folketing. Ausgeschrieben wurde die Wahl am 16. Dezember 1983. Für den konservativen Poul Schlüter (Det Konservative Folkeparti) war es die erste Wahl als amtierender Ministerpräsident, nachdem er 1982 während der vorherigen Legislaturperiode die Regierungsgeschäfte übernahm. Die Konservativen erfuhren einen erheblichen Stimmenzuwachs und erreichten ihr bestes Ergebnis seit Einführung des Verhältniswahlrechts. Zusammen mit Venstre, Centrum-Demokraterne und Kristeligt Folkeparti konnte die sogenannte „vierblättriges Kleeblatt“-Koalition ohne Kabinettsneubildung fortgeführt werden.
Die Sozialdemokraten als weiter größte Partei erlitten erneut leichte Stimmenverluste. Größere Einbußen hatten jedoch die mitregierenden Centrum-Demokraterne und oppositionelle Fremskridtspartiet hinzunehmen, die in etwa die Hälfte ihrer Mandate verloren.

## Wahlmodus
Wahlberechtigt zur Folketingswahl waren alle dänischen Staatsbürger, die das 18. Lebensjahr vollendet hatten und einen Wohnsitz in Dänemark besaßen. Jeweils zwei Mandate wurden auf den Färöern und auf Grönland vergeben, 175 Mandate wurden im übrigen Dänemark in einer Verhältniswahl vergeben. Dabei wurden zunächst 135 so genannte Wahlkreismandate (kredsmandater) auf die 17 Groß- und Amtskreise (stor- og amtskredse) aufgetrennt und dort nach dem regionalen Stimmverhältnis verteilt. Anschließend wurden landesweit nochmals weitere 40 Ausgleichsmandate (tillægsmandater) ausgegeben, um den Stimmverhältnissen möglichst nahe zu kommen. Für diese Mandatsverteilung galt eine Zwei-Prozent-Hürde, die allerdings mit einem Wahlkreismandat umgangen werden konnte.

## Ergebnisse

### Dänemark
| Partei                                                        | Liste              | Stimmen   | Prozent   | ± %       | Sitze     | ± Sitze   |
| ------------------------------------------------------------- | ------------------ | --------- | --------- | --------- | --------- | --------- |
| Socialdemokratiet Sozialdemokraten                            | A                  | 1.062.561 | 31,6 %    | −1,3      | 56        | ▼ 03      |
| Det Konservative Folkeparti Konservative                      | C                  | 0.788.224 | 23,4 %    | +8,9      | 42        | ▲ 16      |
| Venstre, Danmarks Liberale Parti Liberale Partei              | V                  | 0.405.737 | 12,1 %    | +0,8      | 22        | ▲ 02      |
| Socialistisk Folkeparti Sozialistische Volkspartei            | F                  | 0.387.122 | 11,5 %    | +0,2      | 21        | ▬ 0       |
| Det Radikale Venstre Sozialliberale                           | B                  | 0.184.642 | 05,5 %    | +0,4      | 10        | ▲ 01      |
| Centrum-Demokraterne Zentrumsdemokraten                       | M                  | 0.154.553 | 04,6 %    | −3,7      | 08        | ▼ 07      |
| Fremskridtspartiet Fortschrittspartei                         | Z                  | 0.120.641 | 03,6 %    | −5,3      | 06        | ▼ 10      |
| Kristeligt Folkeparti Christliche Volkspartei                 | Q                  | 0.091.623 | 02,7 %    | +0,4      | 05        | ▲ 01      |
| Venstresocialisterne Linkssozialisten                         | Y                  | 0.089.356 | 02,7 %    | +0,0      | 05        | ▬ 0       |
| Danmarks Retsforbund Gerechtigkeitsbund                       | E                  | 0.050.381 | 01,5 %    | +0,1      | 0         | –         |
| Danmarks Kommunistiske Parti Kommunistische Partei            | K                  | 0.023.085 | 00,7 %    | −0,4      | 0         | –         |
| Socialistisk Arbejderparti Sozialistische Arbeitspartei       | I                  | 0.002.151 | 00,1 %    | −0,0      | 0         | –         |
| Marxistisk-Leninistisk Parti Marxistisch-Leninistische Partei | L                  | 0.000.978 | 00,0 %    | neu       | 0         | –         |
| Parteilose                                                    | Parteilose         | 0.000.956 | 00,0 %    | +0,0      | 0         | –         |
|                                                               |                    |           |           |           |           |           |
| Wahlberechtigte                                               | Wahlberechtigte    | 3.829.604 | 3.829.604 | 3.829.604 | 3.829.604 | 3.829.604 |
| Abgegebene Stimmen                                            | Abgegebene Stimmen | 3.386.733 | 3.386.733 | 3.386.733 | 3.386.733 | 3.386.733 |
| Gültige Stimmen                                               | Gültige Stimmen    | 3.362.010 | 3.362.010 | 3.362.010 | 3.362.010 | 3.362.010 |
| Wahlbeteiligung                                               | Wahlbeteiligung    | 88,4 %    | 88,4 %    | 88,4 %    | 88,4 %    | 88,4 %    |

### Färöer
| Partei                                       | Stimmen | Prozent | ± %    | Sitze  | ± Sitze |  |
| -------------------------------------------- | ------- | ------- | ------ | ------ | ------- |  |
| Sambandsflokkurin Unionisten                 | 4.744   | 25,9 %  | −0,5   | 1      | ▬ 0     |  |
| Fólkaflokkurin Volkspartei                   | 4.605   | 25,1 %  | +6,6   | 1      | ▲ 1     |  |
| Javnaðarflokkurin Sozialdemokraten           | 4.317   | 23,5 %  | −1,0   | 0      | ▼ 1     |  |
| Tjóðveldisflokkurin Republikaner             | 3.646   | 19,9 %  | −0,8   | 0      | –       |  |
| Sjálvstýrisflokkurin Selbstverwaltungspartei | 1.033   | 5,6 %   | +0,4   | 0      | –       |  |
|                                              |         |         |        |        |         |  |
| Wahlberechtigte                              | 30.207  | 30.207  | 30.207 | 30.207 | 30.207  |  |
| Abgegebene Stimmen                           | 18.418  | 18.418  | 18.418 | 18.418 | 18.418  |  |
| Gültige Stimmen                              | 18.345  | 18.345  | 18.345 | 18.345 | 18.345  |  |
| Wahlbeteiligung                              | 61,0 %  | 61,0 %  | 61,0 % | 61,0 % | 61,0 %  |  |

### Grönland
| Partei                                   | Stimmen | Prozent | ± %    | Sitze  | ± Sitze |  |
| ---------------------------------------- | ------- | ------- | ------ | ------ | ------- |  |
| Atassut Gemeinsinn                       | 9.308   | 43,5 %  | −5,4   | 1      | ▬ 0     |  |
| Siumut Vorwärts                          | 9.148   | 42,8 %  | +5,0   | 1      | ▬ 0     |  |
| Inuit Ataqatigiit Gemeinschaft der Inuit | 2.939   | 13,7 %  | neu    | 0      | –       |  |
|                                          |         |         |        |        |         |  |
| Wahlberechtigte                          | 34.448  | 34.448  | 34.448 | 34.448 | 34.448  |  |
| Abgegebene Stimmen                       | 22.028  | 22.028  | 22.028 | 22.028 | 22.028  |  |
| Gültige Stimmen                          | 21.395  | 21.395  | 21.395 | 21.395 | 21.395  |  |
| Wahlbeteiligung                          | 63,9 %  | 63,9 %  | 63,9 % | 63,9 % | 63,9 %  |  |